# Décès en 1054
Décès
- 1050
- 1051
- 1052
- 1053
- 1054
- 1055
- 1056
- 1057
- 1058

Cette page dresse une liste de personnalités mortes au cours de l'année 1054 :
- 20 février : Iaroslav Vladimirovitch le Sage, grand prince de Kiev.
- 8 mars : Azelin (en), évêque de Hildesheim.
- 19 avril : Léon IX, né Bruno d'Eguisheim-Dagsbourg (en français Eguisheim-Dabo), pape.
- 19 juin : Lambert II de Louvain, comte de Louvain et de Bruxelles.
- 19 juillet : Bernold, ou Saint Bernulf, Bernold d'Utrecht, évêque d'Utrecht.
- 27 juillet :
  - Osbeorn Bulax, noble anglo-saxon.
  - Osbern Pentecost, chevalier normand.
- 8 août : García IV de Navarre, roi de Pampelune et de Navarre.
- 25 août : Fujiwara no Michimasa, noble de cour (kugyō) et poète japonais du milieu de l'époque de Heian. Il est connu sous les pseudonymes Michimasa Sanmi (道雅三位?) et Ara Sanmi (荒三位?), entre autres.
- 31 août : Cunegonde d'Altdorf (en), noble de la dynastie Welf.
- 1er septembre : Fortún Sánchez (en), noble de Navarre.
- 24 septembre : Hermann Contract, Hermann de Reichenau ou encore Hermannus Contractus, surnommé Hermann le Contrefait, moine, écolâtre, savant et hymnographe.
- 3 novembre : Lý Thái Tông, Empereur du Đại Cồ Việt 2e de la dynastie Lý.
- 8 novembre : Lazare de Galèsion, connu également en tant que Saint Lazare le Thaumaturge, saint Lazare le Galèsiote, moine et stylite byzantin, fondateur des monastères du Galèsion et de Bessai.

- Abu Sahl Zawzani (en), homme d’État persan.
- Âtîśa, grand érudit bouddhique bengali, restaurateur de la discipline monastique au Tibet[1]. Ses disciples s’appellent les Kadampa, ceux qui suivent les ordres oraux.
- Cacht ingen Ragnaill (en), reine de Munster et reine d'Irlande (en).
- Ivarr III Haraldsson, roi de Dublin.
- Lambert II de Lens, comte de Lens.
- Nuño Álvarez de Carazo (en), noble, diplomate et militaire du royaume de Castille.
- Osgod Clapa (en), noble anglo-saxon.
- Petros Ier Getadartz, catholicos de l'Église apostolique arménienne.
- Al-Qaid ibn Hammad, deuxième souverain de la dynastie berbère hammadide, qui règne sur le Maghreb central (Algérie).
- Sico Protospatharios (en), protospathaire de l'Empire byzantin.

## Crédit d'auteurs
- Cet article est partiellement ou en totalité issu de l'article intitulé « 1054 » (voir la liste des auteurs).